# Bullidae
Bullidae es una familia de caracoles marinos hermafroditas medianos a grandes, moluscos gastrópodos marinos con caparazón. Estos caracoles herbívoros se encuentran en el orden Euopisthobranchia.
Estos caracoles son comúnmente denominados "caracoles burbuja", ya que el caparazón de algunas especies posee una forma muy inflada, casi esférica, y es muy delgado y liviano.
Según algunos expertos, Bulla es en la actualidad el único género de la familia Bullidae, que a su vez es el único miembro de la superfamilia Bulloidea.[cita requerida]
Según otros taxónomos Bulloidea tiene las siguientes familias
- Acteocinidae Dall, 1913
- Bullidae Gray, 1827
- Retusidae Thiele, 1925(s.s.)
- Rhizoridae Dell, 1952

Familias sinonimizadas
- Bullariidae Dall, 1908: sinónimo de Bullidae Gray, 1827
- Vesicidae J. Q. Burch, 1945: sinónimo de Bullidae Gray, 1827
- Volvulellidae Chaban, 2000: sinónimo de Rhizoridae Dell, 1952
- Volvulidae Locard, 1886: sinónimo de Rhizoridae Dell, 1952

## Géneros
- Bulla Linnaeus, 1758
  - Bulla occidentalis Adams, 1850